# Euterpe (género)
Euterpe es un género con 89 especies (7 aceptadas), perteneciente a la familia Arecaceae. Son palmeras tropicales nativas de América Central y del Sur, desde Belice al sur de Brasil, el Perú y el Trópico de Argentina, creciendo principalmente en las llanuras aluviales y pantanos.

## Descripción
Son palmeras altas y esbeltas que llegan a alcanzar alturas de entre 15-30 metros, con hojas pinnadas  de hasta 3 metros de largo. Muchas de las palmeras que estuvieron una vez en el género Euterpe se han reclasificado en el género Prestoea (rifle, 2003).
La especie Euterpe oleracea se denomina en portugués açaí, derivación portuguesa de la palabra en lengua tupí ïwasa'í, que significa ‘la parte de la fruta que llora’.

## Taxonomía
El género fue descrito por Carl Friedrich Philipp von Martius y publicado en Historia Naturalis Palmarum 2(1): 28. 1823. La especie tipo es: Euterpe oleracea Gaertn.
Etimología
El género lleva el nombre de la musa Euterpe de la mitología griega.

## Especies
- Euterpe broadwayi
- Euterpe catinga
- Euterpe edulis Mart.
- Euterpe longibracteata Barb.Rodr.
- Euterpe luminosa
- Euterpe oleracea Gaertn.
- Euterpe precatoria Mart.